# 이중배상금지
이중배상금지란 군인, 군무원과 경찰 공무원이 직무 중 죽거나 다쳐도 국가에 손해배상을 청구할 수 없고 법정보상금만 받는 제도다. 민간인과 일반 공무원은 보상금도 받고 국가에 대해 손해배상도 따로 청구할 수 있으나 군인, 군무원과 경찰은 할 수 없다. 1964년 베트남 전쟁에 한국군이 참전 이후 사상자와 그에 대한 배상금이 급증하자 박정희 정권은 배상청구권을 일부 제한하는 입법안을 국회로 넘겼고, 1967년 2월 6일자로 구 국가배상법과 국가배상금 청구절차법을 폐지한 이후 단일법으로 제정하는 안이 국회를 통과하여, 같은 해 4월 3일자로 시행되었다. 개정 당시에도 법조계에서 민사소송권에 중대한 제한을 가한다라는 견해가 있었고, 2004년 군인연금법, 경찰연금법 개정 이전까지 경찰, 군인이 사망할 경우 관련 연금법에 따라 36월치 봉급이 보상금 전부여서 논란이 컸다. 현재 이 제도가 인권과 기본권을 침해한다는 논란이 공무원 노조, 교직원 노조를 중심으로 제기되고 있다.

## 개괄
국가배상법 제2조제1항은 "군인ㆍ군무원ㆍ경찰공무원 또는 예비군대원이 전투ㆍ훈련 등 직무 집행과 관련하여 전사ㆍ순직하거나 공상을 입은 경우에 본인이나 그 유족이 다른 법령에 따라 재해보상금ㆍ유족연금ㆍ상이연금 등의 보상을 지급받을 수 있을 때에는 이 법 및 민법에 따른 손해배상을 청구할 수 없다."고 규정하고 있다.
헌법 제29조제2항이 "군인ㆍ군무원ㆍ경찰공무원 기타 법률이 정하는 자가 전투ㆍ훈련등 직무집행과 관련하여 받은 손해에 대하여는 법률이 정하는 보상외에 국가 또는 공공단체에 공무원의 직무상 불법행위로 인한 배상은 청구할 수 없다."고 못박고 있기 때문이다. 그러나 이 조항이 공무원 또는 공직에 근무하는 개인의 인권을 침해한다는 비판이 2000년대 이후 공무원 노조와 교직원 노조 운동 계열에서 제기되고 있다.

## 역사

### 제1차 사법 파동

#### 1971년 이중배상금지조항 강제
위헌법률심사권을 가졌던 대법원은 1971년 "군경과 민간인 혹은 군경과 다른 공무원을 합리적 이유 없이 차별하는 조항"이라며 이중배상금지에 대해 위헌결정을 내렸다. 그러나 박정희 정권은 위헌의견을 낸 대법관들을 압력을 가해 퇴진시켰다. 이를 1차 사법파동이라 부른다. 박정희 정권은 이후 이중배상 금지 조항을 헌법에 강제로 규정하였다.

#### 판사들의 항의
1971년 서울지검의 공안부 이규명 검사가 향응접대를 이유로 이범렬 부장판사와 최공웅 판사, 이남영 서기관의 구속영장을 청구하면서 최초로 사법파동이 벌어졌다. 전국법원판사 455명중 150여명의 판사들은 이것이 판사 개인의 비리 처벌이 아니라 검찰이 기소한 공안사건에 대해 법원이 무죄판결을 내린 것에 대한 보복조치라고 간주하여 집단으로 사표를 제출하였다. 박정희 대통령이 직접 사태를 무마하였는데, 물의를 빚은 검사는 문책 인사를 당하였고 향응을 받은 판사는 사퇴하였다. 문제를 제기한 판사들은 사표를 철회하였다.

#### 위헌결정을 내린 대법관들에 대한 불이익
그 에 앞서 3공화국 당시엔 대법원이 규범통제권 (헌법재판)을 담당하였다. 월남전 당시 순직 상이 군인 유가족 피해 당사자들이 국가배상법에 의한 참전 피해 보상금이 소액이라고 대법원에 청구한 대법관들에 의해 위헌 결정이 내려지자 법관 임명권자인 대통령은 7차 개헌 당시 대법관에 대한 재임용을 하지 않고 쇄신 인사를 단행하였다. 그리고 위헌 결정이난 국가 배상법을 헌법유보 조치하는 세계 민주주의헌정역사에서 유래 없는 사법 유린극을 벌였다. 이 사건이 제1차 지식법관 사퇴서 제출 사태의 서막이었다.

#### 국가배상청구권
1971년 당시 헌법은 제26조에서 국가배상청구권을 규정했다. 즉 공무원의 직무상 불법행위로 손해를 입은 국민은 국가 또는 공공단체에 배상을 청구할 수 있다는 것이다. 그런데 국가배상청구권을 구체화하기 위한 법인 국가배상법은 제2조제1항 단서에서 피해자가 군인·군속 등 특수신분인 경우에는 국가배상청구권을 제한하는 규정을 두었다. 이 규정이 위헌심판이라고 제청되자, 대법원은 우선 법원조직법에 대한 위헌결정을 했다. 당시 법원조직법 제59조제1항 단서는 대법원판사 전원의 2/3의 출석과 출석위원 2/3의 찬성이 있어야 위헌심판이 가능하도록 했다. 대법원에 따르면 합의정족수를 제한하는 경우에는 반드시 헌법 자체에서 규정해야 하고, 헌법의 근거없이 법원의 심사권을 제한할 수 없기 때문이라는 것이다. 이어 대법원은 국가배상법 제2조제1항 단서조항을 인간의 존엄, 평등권, 국가배상청구권에 반한다는 이유로 위헌결정했다.

#### 정부의 위헌결정에 대한 보복조치
당시 이 결정의 파급효과는 정부에게 10억~40억 원의 재정부담을 주는 것이었다. 법원의 이 결정에 대한 정부의 보복조치라고 판단되는 다음의 사건이 뒤따랐다. 1971년 7월 6일 서울지방검찰청 공안부 검사들이 서울형사지방법원 항소 3부의 2판사와 입회서기에 대해 구속영장을 신청한 것이다. 피의사실은 재판부가 제주시로 증인검증을 위해 출장했을 때 비행기탑승료·주대(酒代)·여관비 등의 명목으로 9만여 원의 뇌물을 받았다는 것이다. 이 조치에 대해 법원은 보복조치라고 반발했고, 영장신청을 기각했다. 급기야 이 사건은 100여 명의 판사가 집단사표를 제출하기에 이르러 당시 사법부 및 정계에 일대 파란을 일으켰다. 이후 사법파동은 주동자급 판사가 사임하는 것으로 끝났지만, 한국 사법사에 사법권의 침해를 적나라하게 보여준 사건이었다(→ 사법권의 독립). 사법파동의 간접적인 계기가 되었던 국가배상법 조항은 유신헌법에서는 헌법에 직접 수용되어 위헌논란의 여지를 없앴고, 당시 위헌의견을 제출했던 대법원판사는 유신헌법의 시행 이후 모두 재임명에서 탈락되었다

#### 1972년 헌법개정
문제가 된 헌법 제29조제2항은 흔히 `유신헌법`으로 불리는 1972년 제7차 헌법개정 때 도입됐다. 그 이전엔 전사 장병 유가족이나 부상 장병들은 법이 정하는 보상금을 받고, 지휘관의 잘못된 지시 등에 대해 국가에 손해배상 소송을 청구할 수 있었다.
그러나 박정희대통령은 전사 장병과 유가족, 부상 장병들에게 보상금을 적게 주기 위해 1967년 국가배상법 제2조제1항을 제정해 직무수행 중 입은 손해에 대해 보상을 받을 경우 국가에 잘못이 있어도 손해배상을 청구할 수 없고, 대신 개정된 연금법 법정 액수만 받았는데 당시에 군인 월급 36개월치가 보상의 전부였고 이는 2004년까지 계속되었다.

#### 1987년 헌법개정 협상
1987년 군사독재 정권에 대한 국민들의 저항(6월 항쟁)에 마침내 군사독재 정권도 굴복한다. 이때 헌법개정 논의 과정에서 야당이었던 민주당이 이중배상금지조항을 삭제한 개헌안을 내놓았으나 여당인 민주정의당과의 개헌 협상 과정에서 받아들여지지 않았고 결국 현재까지 해당 조항이 남게 되었다.

#### 우회적 보상
남북한의 군사충돌인 2차 연평해전에서 군인 여러 명이 전사한 일을 계기로 보상금 문제가 크게 대두되었으나 헌법상 문제로 이중배상금지 문제는 해결하지 못하였다. 정부는 2차 연평해전 전사자 유족들에게 국민성금을 해서 우회적으로 보상했고 2002년 군인연금법시행령중개정령안을 입법예고하여 2004년 1월에야 통과시켰다. 참여정부는 군인연금법 시행령을 개정하여 적과의 교전과정에서 전사한 군 장병의 유족들이 최고 2억 원의 사망 보상금을 받을 수 있도록 하고,연금 대상자인 부사관 이상 간부에 대해서는 보상금을 높였다.

## 평가
이를 두고 공무원, 군인, 경찰, 교직원 등의 인권, 기본권을 침해하는 행위라는 비판이 2000년대 이후 꾸준히 교직원 노조와 공무원 노조 세력 중심으로 제기되고 있다.
법원 관계자는 "천안함 문제는 국민적 이슈가 됐기 때문에 실종자 가족들이 국민성금 등 다양한 형태로 금전적 보상을 받을 수 있겠지만, 일상 훈련에서 다친 수많은 군인은 여전히 사각지대에 놓여 있다."고 지적했다.
김성수 보관됨 2021-04-12 - 웨이백 머신 연세대 법대 교수는 "지금처럼 피해자에 대한 배상이 가능해진 여건에서는 반드시 삭제돼야 할 조항"이라고 말했다.

## 같이 보기
- 인권
- 인권 침해
- 전국공무원노동조합
- 전국교직원노동조합
- 민주노총